# Чалданка
Чалда́нка — упразднённая железнодорожная станция в Дальнереченском районе Приморского края России. Входила в Сальское сельское поселение. Упразднена в 2023 году.

## География
Станция расположена у станции Чалданка на Транссибе в 26 км севернее Дальнереченска.
Автомобильная дорога к станции Чалданка идёт с севера от села Новостройка через село Каменушка (Пожарский район).
Расстояние по автодороге:
- до села Новостройка около 10 км;
- до федеральной трассы «Уссури» у села Знаменка Пожарского района около 13 км;
- до села Сальское около 43 км;
- до центра Дальнереченска около 50 км.

В 5 км южнее станции Чалданка протекает река Челдонка.

## Население
| 2002 | 2010 |
| ---- | ---- |
| 1    | →1   |